# بخش رحمت‌آباد (زرقان)
بخش رحمت‌آباد، یکی از بخش‌های شهرستان زرقان در استان فارس ایران است. مرکز این بخش، شهر رحمت‌آباد است.

## تقسیمات کشوری
- بخش رحمت‌آباد
  - دهستان رحمت‌آباد
  - دهستان امامزاده علی

شهر: رحمت‌آباد

## جمعیت
بر پایه سرشماری عمومی نفوس و مسکن در سال ۱۳۹۵، جمعیت بخش رحمت‌آباد برابر با ۷٬۱۳۰ نفر بوده است.